# Meier Appel

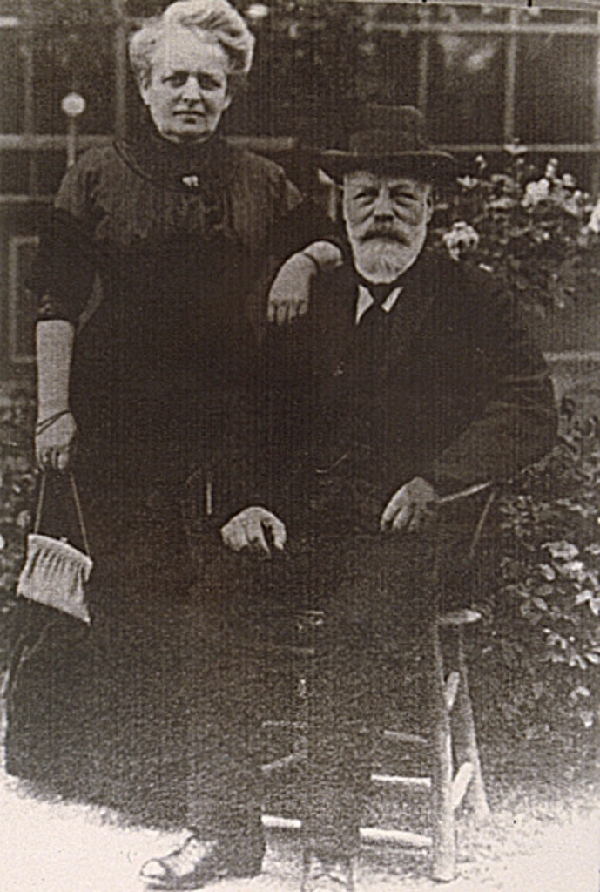
Rabbi Meier Appel und seine Frau Anna geb. Willstätter

Meier Appel, auch Maier Appel (* 13. September 1851 in Jesberg, Hessen; † 8. Februar 1919 in Karlsruhe) war ein deutscher Rabbiner, Kanzelredner und Erzieher der konservativ bis liberal orientierten Juden in Karlsruhe. In der bürgerlichen Gesellschaft der ausgehenden Kaiserzeit vertrat er die klassischen Ideen des Humanismus und die Vereinbarkeit von Judentum und Deutschtum.

## Leben
Meier Appel (hebräisch מאיר אפעל) wuchs als Sohn des Lehrers Jakob Appel und der Guta Appel, geborene Löwenstein, in Jesberg auf und besuchte die Lateinschule in Fritzlar sowie das Gymnasium in Kassel. Nach dem Abitur begann er das Rabbinatsstudium am Jüdisch-Theologischen Seminar in Breslau und studierte parallel an den Universitäten Marburg und Breslau, wo er 1874 über das Thema Quaestiones de rebus Samaritanorum sub imperio Romanorum peractis promoviert wurde. Im Januar 1878 erhielt Meier Appel die Semicha und trat seine erste Rabbinatsstelle in Homburg v. d. H. an.
1880 heiratete er Anna Willstätter, Tochter des Oberrats und Rabbiners Benjamin Willstätter und der Auguste Willstätter, geborene Ellstätter. Sie war am 27. August 1858 in Karlsruhe geboren. Das Ehepaar hatte zwei Söhne, geboren 1881 und 1884.
Meier Appel engagierte sich für die gleichrangige Anerkennung des Judentums neben anderen Konfessionen im deutschen Staat. So ist belegt, dass er 1883 und 1885 von der liberal gesinnten Kaiserin Augusta empfangen wurde. 1886 bis 1894 hatte Appel das Stadtrabbinat in Mannheim inne, in der Folgezeit war er – in der Nachfolge von Adolf Schwarz – Stadt- und Konferenzrabbiner der Israelitischen Gemeinde in Karlsruhe. Er leitete die Vereinigung Badischer Israeliten, die später im Centralverein aufging.
Am 31. Dezember 1918 starb Anna Appel. Im Sterberegister der Gemeinde findet sich am 15. Januar 1919 folgende Eintragung von der Hand des Witwers: „Mit dir, geliebte Gattin, ging all' mein Glück dahin. Gott sei mir Schutz und Schirm!“ Kurz darauf, am 8. Februar verschied auch Rabbiner Appel. Beide wurden auf dem Jüdischen Friedhof in der Haid-und-Neu-Straße in Karlsruhe begraben.

## Werke (Auswahl)
- Quaestiones de rebus Samaritanorum sub imperio Romanorum peractis. Dieterich, Göttingen 1874. 97 S. Zugl. Phil. Diss., Univ. Breslau 1874.
- Trauerrede anläßlich des Ablebens … des … Großherzogs Friedrich in der Hauptsynagoge zu Karlsruhe am 6. Okt. 1907. Malsch & Vogel, Karlsruhe 1907.
- Der Humanist Reuchlin als Verteidiger des jüdischen Schrifttums. Vortrag […] gehalten in der ordentlichen Mitgliederversammlung des Central-Vereins am 25. Februar 1908. In: Im deutschen Reich. H. 6, 1908, S. 332–340 (Online-Version (PDF); PDF; 7,5 MB)
- „Ich werde nicht sterben, sondern leben und die Werke Gottes verkünden“. Kriegspredigt geh. am Versöhnungstage, 30. Sept. 1914 in d. Hauptsynagoge zu Karlsruhe.  Bielefeld, Karlsruhe 1914.